# Coronarsäure
Die Coronarsäure ist eine natürlich vorkommende, ungesättigte und epoxidierte Fettsäure. Sie ist ein Regioisomer der Vernolsäure.

## Vorkommen

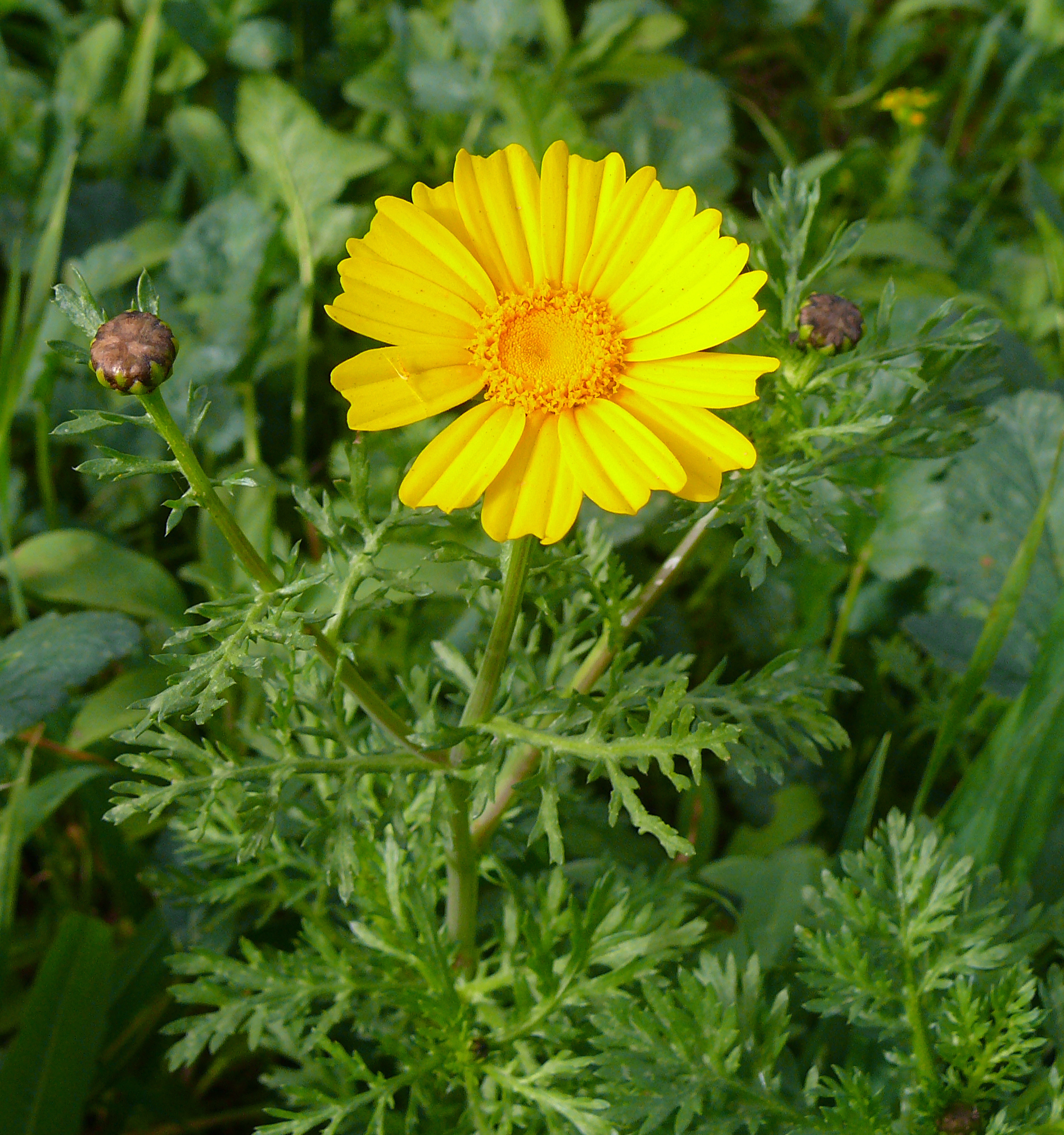
Die Kronenwucherblume ist die erste Pflanze, in der Koronarsäure nachgewiesen wurde

Cornarsäure ist Bestandteil diverser pflanzlicher Samenöle. Zuerst isoliert wurde sie aus Samen der Kronenwucherblume, deren Öl bis zu 15,8 % der Verbindung enthält. Frische Sonnenblumenkerne enthalten nur Spuren an Coronarsäure, der Gehalt nimmt aber bei Lagerung mit der Zeit zu. Sonnenblumenöl enthält bis zu 4,4 % Coronarsäure. Samen von einigen Unterarten der Arabischen Gummi-Akazie und einiger anderer Akazienarten enthalten zwischen 3 % und 9 % Coronarsäure.  Des Weiteren ist sie im Samenöl von Gartensalat (bis zu 16,9 %), des Regenbaums (3–4 %), Cephalocroton cordofanus (2 %), der Einjährigen Spreublume und der Garten-Strohblume enthalten.
Als Oxidationsprodukt der Linolsäure kommt Coronarsäure neben der isomeren Vernolsäure im Stoffwechsel von Säugetieren (inklusive Menschen) vor und wird dort als Leukotoxin bezeichnet.

## Biosynthese
Im Stoffwechsel von Säugetieren entsteht Coronarsäure durch Oxidation von Linolsäure durch Cytochrom P450 2C9 und möglicherweise durch einen oxidativen Burst von inflammatorischen Zellen.

## Eigenschaften
Zeitweise wurde vermutet, dass Coronarsäure stark cytotoxisch wirkt. Inzwischen wurde aber ermittelt, dass für die Toxizität nicht die Coronarsäure selbst verantwortlich ist, sondern primär das dihydroxylierte metabolische Folgeprodukt.